# Криваја (притока Босне)
Криваја је река у средишњој Босни и Херцеговини.
Река Криваја не извире, она настаје спајањем река Биоштице и Ступчанице у граду Олово, а завршава свој ток након неких 70-ак километара улевањем у реку Босну као десна притока у граду Завидовићи. Позната је по пролетном међународном рафтингу, чистоти и богаству рибом.